# Mimoclystia achatina
Mimoclystia achatina är en fjärilsart som beskrevs av Louis Beethoven Prout 1915. Mimoclystia achatina ingår i släktet Mimoclystia och familjen mätare. Inga underarter finns listade i Catalogue of Life.